# LibreDWG
GNU LibreDWG es una biblioteca programada en lenguaje C para el manejo de archivos informáticos DWG, formato cerrado nativo del software de diseño asistido por ordenador AutoCAD. Su objetivo es ser un reemplazo libre y gratuito a las bibliotecas OpenDWG. El proyecto se desarrolla bajo el paraguas de la Free Software Foundation (FSF). 
GNU LibreDWG está basado en la biblioteca LibDWG, escrito originalmente por Rodrigo Rodrigues da Silva y Felipe Correa da Silva Sanches.

## Motivación
La FSF señaló en julio de 2010 como de alta prioridad la obtención de una alternativa a la biblioteca OpenDWG con el fin de poder acceder y manipular datos almacenados en el formato privativo DWG. Actualmente este formato es el más utilizado dentro de los archivo CAD, convirtiéndose en un estándar de facto sin otra alternativa extendida, lo que obliga a muchos usuarios a utilizar este programa informático en una posición dominante por parte de la empresa propietaria Autodesk.
La intención de la FSF es crear una alternativa a semejanza del OpenDWG que pueda ser usada en proyectos de software libre, dado  que la licencia de este último no permite el uso en este tipo de proyectos.